# Kambodjanska inbördeskriget
Kambodjanska inbördeskriget var en väpnad konflikt  mellan å ena sidan Kambodjas kommunistparti (även känt som Röda khmererna) samt deras allierade Nordvietnam och FNL mot regeringsstyrkorna i Kambodja (från oktober 1970 Khmerrepubliken), vilka stöddes av USA och Sydvietnam.
Kriget utkämpades från den 11 mars 1967 till den 17 april 1975.